# Centre sportif de Tikkurila
Le centre sportif de Tikkurila (finnois : Tikkurilan urheilutalo) ou Trio Sport Center est un complexe sportif situé dans le quartier de Viertola à Vantaa en Finlande,.

## Bâtiment
Le centre est situé  à Viertola juste à côté de Tikkurila. La salle de sport donne la possibilité de pratiquer de nombreux sports différents tels que le basket-ball, le volley-ball et le floorball, ainsi que l'haltérophilie, la lutte, la boxe et les budō. Le stade de baseball mesure 47,2 mètres de long, 23 mètres de large et 7,25 mètres de haut. La salle peut accueillir un maximum de 1 220 personnes.
Des conférences ou des foires commerciales peuvent être organisées dans l'espace, et il peut y avoir des places assises pour un maximum d'environ 700 personnes. L'hôtel Tikkurila, la salle de bowling de Tikkurila et la salle de billard de Tikkurila fonctionnent en relation avec la salle de sport.
La salle de sport est utilisée comme terrain de jeu par les Tikkurila Tiikerit, qui jouent dans la ligue finlandaise de Floorball (fi), et les Vantaan Veturi (fi) (VALO), qui jouent dans la Ligue de Futsal.
La salle de sport fait partie du parc sportif de Tikkurila. Dans le quartier de la salle de sport de Tikkurila, se trouvent, entre autres, deux patinoires (patinoire de Tikkurila et une salle d'entraînement), l'école de Peltola, la piscine de Tikkurila et l'église orthodoxe de Tikkurila (fi),.

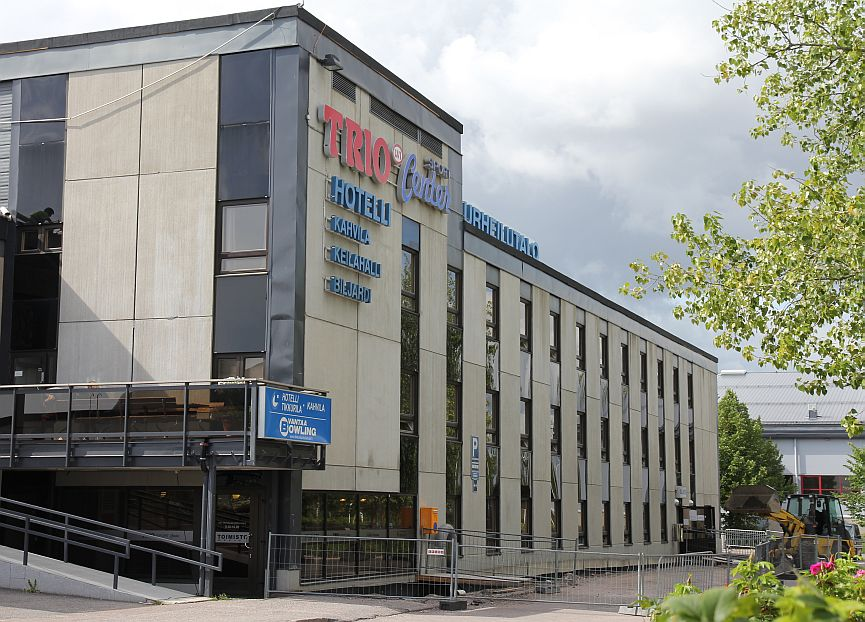
Le centre sportif et l'hôtel Vantaa-Trio.